# خيمياء الأرواح
خيمياء الأرواح (بالكورية: 환혼)؛ هو مسلسل تلفزيوني تاريخي كوري جنوبي، من بطولة لي جايووك، جونغ سو مين، هوانغ مين هيون وشين سيونغ هو. عرض الموسم الاول على قناة تي في إن من 18 يونيو إلى 28 أغسطس 2022. وعرض الموسم الثاني في 10 ديسمبر 2022 الى 8 يناير 2023. تم بثه كل يومي السبت والأحد، وهو متاح أيضاً على نتفليكس في مناطق مختارة.

## القصة
تدور أحداث المسلسل في بلدة خيالية تدعى «داي هو» لا وجود لها في التاريخ أو على الخرائط، حيث تصادف ساحرة قوية في جسد امرأة ضريرة رجلاً من عائلة مرموقة يريد منها مساعدته لتغيير مصيره.

## طاقم
- لي جاي ووك في دور جانغ ووك[19]
- جونغ سو مين في دور مو ديوك يي (الموسم 1)[15][19]
  - غو يون جونغ في دور ناك سو (الموسم 2)[15]
- هوانغ مين هيون في دور سيو يول[20]
- شين سيونغ هو في دور جو وون[21]
- يو جون سانغ في بدور بارك جين[22]
- اوه نا-را بدور كيم دو جو[19]
- جو سانغ ووك بدور جانغ كانغ[23]
- جو جاي-يوون في دور جين مو[19]
- بارك اون هاي في دور جين هو كيونغ[24][25]
- أرين في دور جين تشو يون[26]
- بارك سو-جين في دور جوو-وول[27]
- لي ها يول في دور سانغ هوه

## المشاهدات
| الموسم | الموسم | رقم الحلقة | رقم الحلقة | رقم الحلقة | رقم الحلقة | رقم الحلقة | رقم الحلقة | رقم الحلقة | رقم الحلقة | رقم الحلقة | رقم الحلقة | رقم الحلقة | رقم الحلقة | رقم الحلقة | رقم الحلقة | رقم الحلقة | رقم الحلقة | رقم الحلقة | رقم الحلقة | رقم الحلقة | رقم الحلقة | المتوسط |
| الموسم | الموسم | 1          | 2          | 3          | 4          | 5          | 6          | 7          | 8          | 9          | 10         | 11         | 12         | 13         | 14         | 15         | 16         | 17         | 18         | 19         | 20         | المتوسط |
| ------ | ------ | ---------- | ---------- | ---------- | ---------- | ---------- | ---------- | ---------- | ---------- | ---------- | ---------- | ---------- | ---------- | ---------- | ---------- | ---------- | ---------- | ---------- | ---------- | ---------- | ---------- | ------- |
|        | 1      | 1.294      | 1.516      | 1.275      | 1.760      | 1.321      | 1.632      | 1.347      | 1.804      | 1.416      | 1.817      | 1.305      | 1.769      | 1.564      | 1.926      | 1.680      | 1.926      | 1.815      | 2.359      | 1.984      | 2.410      | 1.696   |
|        | 2      | 1.648      | 1.933      | 1.812      | 2.126      | 1.676      | 1.967      | 1.518      | 2.054      | 1.871      | 2.267      | غ/م        | غ/م        | غ/م        | غ/م        | غ/م        | غ/م        | غ/م        | غ/م        | غ/م        | غ/م        | 1.887   |

### الموسم 1
وفقا لنيلسن، فقد حققت الحلقة الأخيرة من المسلسل متوسط تقييم بنسبة 9.218% بحوالي 2.4 مليون مشاهدة.

### الموسم 2
اعتبارا من 11 ديسمبر الى 18 ، تصدر ضمن قائمة اكثر الأعمال مشاهدة على نتفليكس عالميا، حقق المسلسل حوالي 26 مليون ساعة.
| الحلقات | تاريخ البث     | تقييمات "نيلسن كوريا" | تقييمات "نيلسن كوريا" |
| الحلقات | تاريخ البث     | على الصعيد الوطني     | منطقة العاصمة         |
| الجزء الأول | الجزء الأول    | الجزء الأول           | الجزء الأول           |
| --- | -------------- | --------------------- | --------------------- |
| 1 | 18 يونيو 2022  | 5.205%                | 4.833%                |
| 2 | 19 يونيو 2022  | 5.872%                | 6.047%                |
| 3 | 25 يونيو 2022  | 5.288%                | 5.315%                |
| 4 | 26 يونيو 2022  | 6.841%                | 6.878%                |
| 5 | 2 يوليو 2022   | 5.352%                | 5.253%                |
| 6 | 3 يوليو 2022   | 6.639%                | 6.880%                |
| 7 | 9 يوليو 2022   | 5.311%                | 5.158%                |
| 8 | 10 يوليو 2022  | 6.826%                | 6.694%                |
| 9 | 16 يوليو 2022  | 5.204%                | 5.329%                |
| 10 | 17 يوليو 2022  | 6.958%                | 6.835%                |
| 11 | 23 يوليو 2022  | 4.989%                | 4.908%                |
| 12 | 24 يوليو 2022  | 7.091%                | 7.032%                |
| 13 | 30 يوليو 2022  | 6.290%                | 6.008%                |
| 14 | 31 يوليو 2022  | 7.600%                | 7.484%                |
| 15 | 6 اغسطس 2022   | 6.610%                | 6.710%                |
| 16 | 7 أغسطس 222    | 7.453%                | 7.544%                |
| 17 | 20 أغسطس 2022  | 7.566%                | 7.767%                |
| 18 | 21 أغسطس 2022  | 9.295%                | 9.793%                |
| 19 | 27 أغسطس 2022  | 7.915%                | 8.121%                |
| 20 | 28 أغسطس 2022  | 9.218%                | 9.903%                |
| الجزء الثاني "الضوء والظل" |                |                       |                       |
| الحلقات | تاريخ البث     | على الصعيد الوطني     | منطقة العاصمة         |
| 21 | 10 ديسمبر 2022 | 6.719%                | 7.852%                |
| 22 | 11 ديسمبر 2022 | 7.743%                | 8.808%                |
| 23 | 17 ديسمبر 2022 | 7.176%                | 8.236%                |
| 24 | 18 ديسمبر 2022 | 8.458%                | 9.366%                |
| 25 | 24 ديسمبر 2022 | 7.134%                | 7.665%                |
| 26 | 25 ديسمبر 2022 | 8.237%                | 9.206%                |
| 27 | 31 ديسمبر 2022 | 6.444%                | 6.654%                |
| 28 | 1 يناير 2023   | 8.605%                | 10.078%               |
| 29 | 7 يناير 2023   | 8.218%                | 8.853%                |
| 30 | 8 يناير 2023   | 9.651%                | 10.603%               |
| المتوسط | المتوسط        | 6.665%                | 7.099%                |
| تُبث هذه الدراما على قناة الكابل / التلفزيون المدفوع الذي عادةً ما يكون جمهورها أصغر نسبيًا مقارنةً بالمحطات التلفزيونية / العامة (KBS ، SBS ، MBC ، EBS). |                |                       |                       |

## الإنتاج

### صناعة
- فريق العمل :  استوديو دراغون (ج1-2) هاهيه كوالتي (ج1) & تي إس نارينسينيما (ج2).[33]
- كتابة واخراج : المسلسل من إخراج بارك جون هوا الذي شارك في إخراج مسلسلات مثل المس قلبك، ما خطب مع السكرتيرة كيم، لنقاتل أيتها الشبح.[34] ومن كتابة الأخوات هونغ، هونغ جيونغ اون و هونغ مي ران. التان كتبنا مسلسلات مثل المحلمة الكورية، فندق ديل لونا، الكبير 2012، السيد الشمس، حبيبتي ذات الذيول التسعة، انت جميل، هونغ جيل سونغ، وفتاتي 2005.[35][36]

بدأت الاستعدادات للمسلسل وكذلك المحادثات مع قناة تي في إن في عام 2019 ، كان العمل تحت عنوان «هل يمكن ترجمة هذا الشخص؟» (بالكورية: 이 사람 통역이 되나요; أي سارام تونغ يوغ دوينايو).

### طاقم
في يناير 2021 ، كشفت وكالة بارك هيي سو أن الممثلة خضعت لاختبار أداء لمسلسل زواج الروح. في يونيو ، أُعلن أن الممثل جو سانغ ووك عُرض عليه الإنضمام في المسلسل.
في البداية تأكد الدور الرئيسي الأنثوي هي بارك هاي وون، ولكن  في يوليو 2021 ، قررت مغادرة المسلسل بعد اتفاق متبادل مع فريق الإنتاج. قيل أنه على الرغم من أن بارك هي وون ممثلة مبتدئة، إلا أنها استعدت بشدة للمسلسل، لكنها شعرت بضغط كبير حول لعب الشخصية الرئيسية في مشروع كبير. في الأخير عُرض الدور على الممثلة جونغ سو مين.
في 3 مارس، 2022 ، أعلن رسميًا عن قائمة طاقم التمثيل وهم: لي جاي ووك، جونغ سو مين، هوانغ مين هيون، شين سيونغ هو، يو جون سانغ، أوه نا را، جو جاي يون.

### تصوير
في أغسطس 2021 ، وقعت شركة الإنتاج إستوديو دراغون وهاي كوالتي اتفاقية مع مدينة مونغيونغ لبناء موقع تصوير في ماسونغ ميون بقيمة 5 مليار وون لإنتاج المسلسل.
في 6 أكتوبر 2021 ، أعلن عن إلغاء تصوير المسلسل لاسبوع بعد أن ثبتت إصابة أحد الموظفين بـ كوفيد-19 صباح اليوم الخميس. خضع جميع أعضاء طاقم الإنتاج لاحقًا لاختبار ال PCR. دخل بعض الموظفين الذين تم تصنيفهم على أنهم من المخالطين المقربين إلى الحجر الصحي الذاتي، على الرغم من أن نتائج اختبارهم سلبية للعدوى.

## جدال

### الاستيلاء الثقافي والانتحال من أفلام وشيا الصينية
ادعى مستخدمو الإنترنت الصينيون أن «خيمياء الأرواح» ينسخ الدراما الصينية "كل ليلة" ، التي تم إنتاجها وبثها في عام 2018. يُقال أنه من حيث الأزياء، وإعداد الشخصيات، والحبكة، فإن المشتق الكوري يشبه إلى حد كبير مسلسل «كل ليلة» ، والجامحون ، ورماد الحب، حيث يقوم مستخدمو الإنترنت بإرفاق صور مقارنات واتهموا المسلسل بالانتحال الأدبي. نتيجة لذلك، انتقد الكثيرون المسلسل بسبب الاستيلاء الثقافي والانتحال الادبي، وحثوا على مقاطعته. بينما يتفق العديد من الكوريين على أن المسلسل مسروق بالفعل، قائلين إنه «مسلسل تلفزيوني صيني» ، ويرون أن إعداد الحبكة والخلفية والأزياء والعناصر الأخرى تشبه إلى حد بعيد الدراما الصينية.[بحاجة لمصدر أفضل]

## روابط خارجية
- الموقع الرسمي
 (بالكورية)
- خيمياء الأرواح على موقع IMDb (الإنجليزية)
- خيمياء الأرواح على موقع روتن توميتوز (الإنجليزية)
- خيمياء الأرواح على موقع نتفليكس (الإنجليزية)
- خيمياء الأرواح على موقع فيلمافينيتي (الإسبانية)
- خيمياء الأرواح على موقع كينوبويسك (الروسية)
- خيمياء الأرواح على موقع قاعدة بيانات الفيلم (الإنجليزية)
- خيمياء الأرواح على هانسينما